# Granuleubria marginata
Granuleubria marginata is een keversoort uit de familie keikevers (Psephenidae). De wetenschappelijke naam van de soort werd in 1944 gepubliceerd door Maurice Pic.